# Campionati europei juniores di biathlon 2023
I Campionati europei juniores di biathlon 2023 sono la 7ª edizione della manifestazione. Si sono svolti a Madona, in Lettonia, dal 15 al 19 febbraio 2023.
I campionati costituiscono una tappa del circuito di IBU Junior Cup, il circuito giovanile del biathlon mondiale, per il quale assegnano punti; ne consegue che possano iscriversi anche atleti non europei; la classifica del campionato viene poi stilata considerando solamente gli atleti europei iscritti, mentre quella della gara è valevole per le classifiche del circuito cadetto.

## Podi

### Uomini
| Evento              | Oro            | Tempo   | Argento           | Tempo   | Bronzo               | Tempo   |
| 10 km sprint        | Nicolò Betemps | 27:47.5 | Petr Hák          | 28:20.2 | Konrad Badacz        | 28:30.0 |
| 12.5 km insegumento | Nicolò Betemps | 33:42.4 | Jacques Jefferies | 34:31.8 | Christoph Pircher    | 34:42.5 |
| 15 km individuale   | Hans Köllner   | 40:57.6 | Blagoy Todev      | 41:30.9 | Fabio Piller Cottrer | 41:51.1 |

### Donne
| Evento              | Oro             | Tempo   | Argento         | Tempo   | Bronzo                        | Tempo   |
| 7,5 km sprint       | Lara Wagner     | 24:10.3 | Chloé Bened     | 24:13.5 | Lora Hristova Anaëlle Bondoux | 24:21.7 |
| 10 km inseguimento  | Anaëlle Bondoux | 32:47.2 | Lora Hristova   | 33:36.8 | Marlene Fichtner              | 34:10.0 |
| 12.5 km individuale | Lea Rothschopf  | 41:36.3 | Léonie Jeannier | 41:53.3 | Camille Coupé                 | 42:03.8 |

### Misti
| Evento          | Oro     | Tempo     | Argento  | Tempo     | Bronzo   | Tempo     |
| Single Mixed    | Francia | 37:37.3   | Austria  | 37:52.5   | Germania | 37:52.9   |
| Staffetta Mista | Italia  | 1:20:34.0 | Germania | 1:20:44.3 | Ucraina  | 1:21:10.8 |

## Medagliere
| Pos.   | Nazione   | Oro | Argento | Bronzo | Totale |
| ------ | --------- | --- | ------- | ------ | ------ |
| 1      | Italia    | 3   | 0       | 2      | 5      |
| 2      | Francia   | 2   | 3       | 2      | 7      |
| 3      | Austria   | 2   | 1       | 0      | 3      |
| 4      | Germania  | 1   | 1       | 2      | 4      |
| 5      | Bulgaria  | 0   | 2       | 1      | 3      |
| 6      | Rep. Ceca | 0   | 1       | 0      | 1      |
| 7      | Polonia   | 0   | 0       | 1      | 1      |
| 7      | Ucraina   | 0   | 0       | 1      | 1      |
| Totale | Totale    | 8   | 8       | 9      | 25     |